# 囊家台
囊家台（？—？），元朝驸马。汪古部人，阿剌兀思剔吉忽里的曾孙，孛要合之孙，君不花的长子。
君不花生有三子：囊家台、丘邻察、安童。囊家台娶亦怜真大长公主，封赵王。死后谥忠烈。其子马札罕。

## 延伸阅读
[在维基数据编辑]
 《新元史/卷116》，出自柯劭忞《新元史》
 《元史/卷118》，出自宋濂《元史》